# Jati Baru (Padang Timur)
Jati Baru is een bestuurslaag in het regentschap Padang van de provincie West-Sumatra, Indonesië. Jati Baru telt 6175 inwoners (volkstelling 2010).